# Площадь Карьявярава
Площадь Ка́рьявя́рава (эст. Karjavärava plats — площадь у Скотопрогонных ворот) — площадь в Таллине, у входа в Старый город с юго-запада, на пересечении улиц Вана-Пости, Суур-Карья, Мюйривахе. Стеснённая зданиями, имеет форму восьмёрки.

## История
Название площади дано по существовавшим здесь в XV—XIX веках воротам городской крепостной стены Карья-вярав (эст. Karja värav — Скотные, Скотопрогонные); через эти ворота на пастбища за городом выгоняли принадлежавший горожанам домашний скот. Ворота были снесены в 1849 году для улучшения транспортного сообщения города.
Во времена Российской империи площадь также носила название Михайловская.
В послевоенные годы на площади на месте разрушенных при бомбёжке 9 марта 1944 года домов был построен кинотеатр «Сыпрус» (1953—1955, архитекторы Фридрих Вендах, Пеэтер Тарвас, Аугуст Вольберг и Ильмар Лааси) и строительное управление «Военморпроект» (архитектор Алексей Кузнецов, ныне — отель «My City»).

## Застройка
Площадь образована несколькими зданиями, в их числе кинотеатр «Сыпрус», отель «My City», Отель «Savoy Boutique Hotel», Посольство Греции, дом Грегори (эст. Gregory maja) и здание Министерства культуры Эстонии.

## Достопримечательности
Скульптура «Счастливый трубочист» (скульптор Тауно Кангро, открыта 15 мая 2010 года) (угол улиц Вана-Пости и Мюйривахе).
Ещё при проектировании строительства кинотеатра «Сыпрус» на площади перед ним планировалось устроить фонтан. Неосуществленные тогда планы удалось претворить в жизнь в 2009 году.

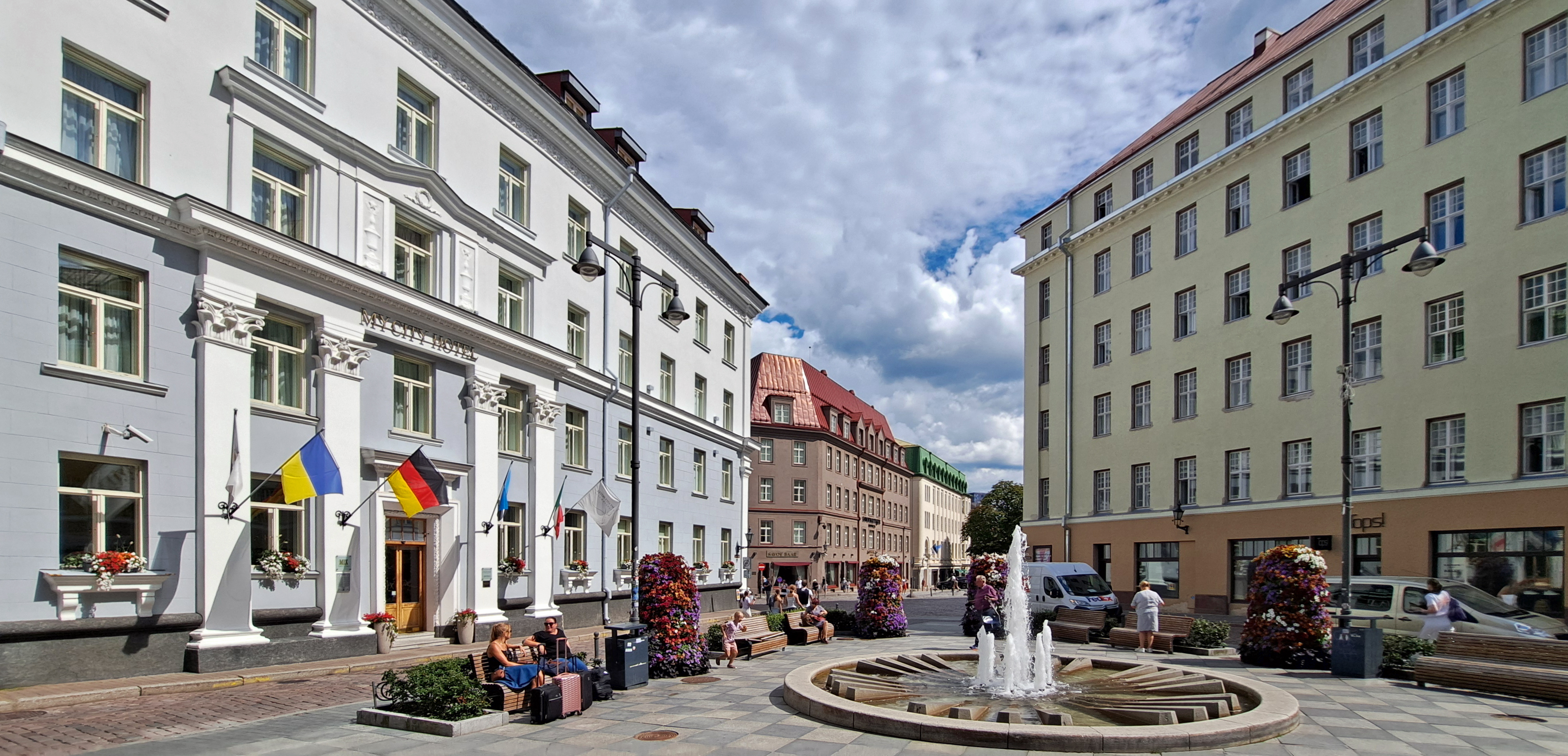
Площадь Карьявярава в 2024 году
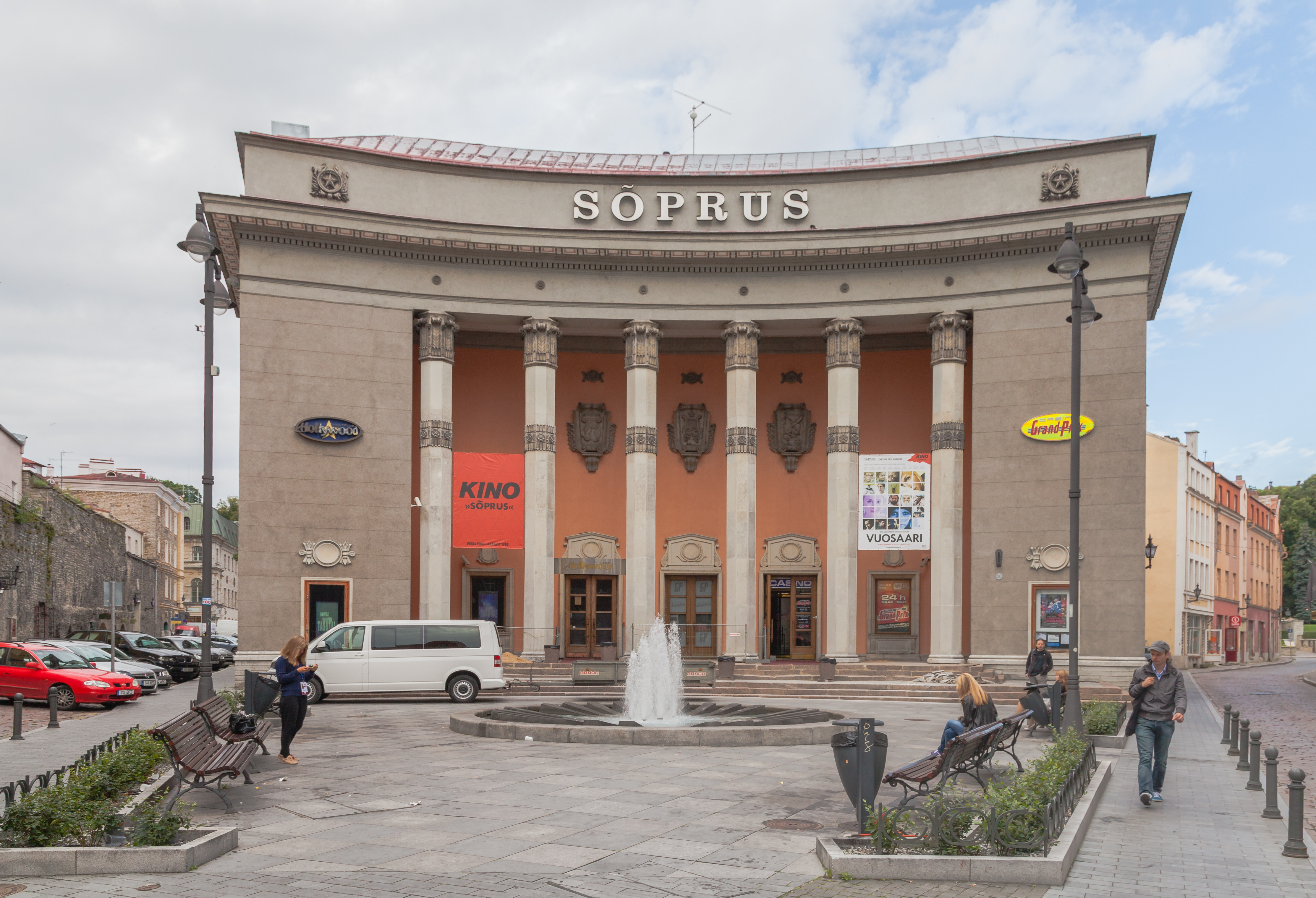
Кинотеатр «Сыпрус»
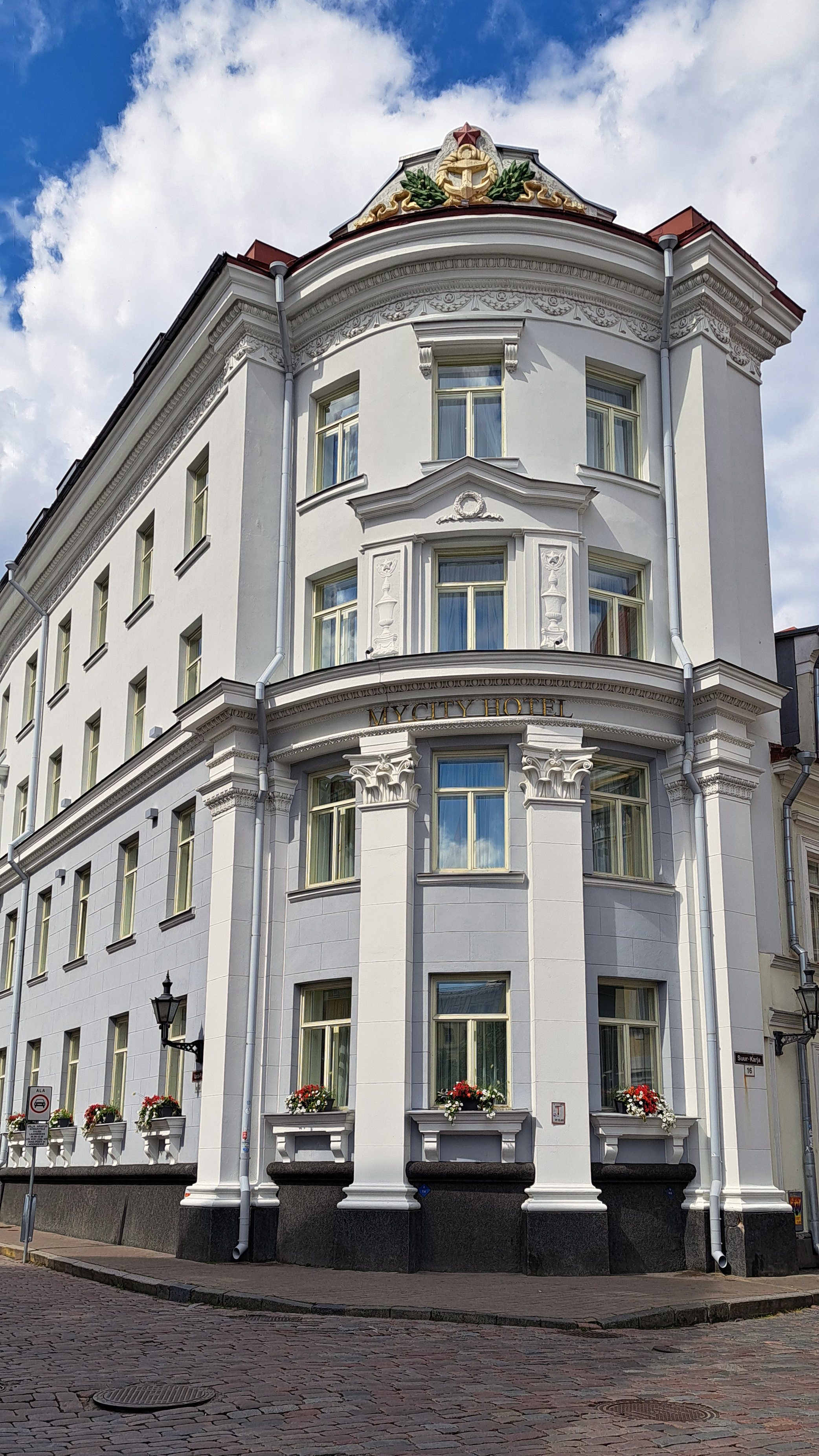
Отель «My City», 2024 год
«Счастливый трубочист»